# Robin Gandy
Robin Oliver Gandy (22 septembre 1919-20 novembre 1995) est un mathématicien et logicien britannique, ami d'Alan Turing, qui est son directeur de thèse à l'université de Cambridge (1953) et son collaborateur.

## Biographie
Robin Gandy est né dans le village de Peppard, Oxfordshire, en Angleterre. Il est le fils de Thomas Hall Gandy (1876-1948) et d'Ida Caroline née Hony (1885-1977) et arrière-arrière-petit-fils de l'architecte et artiste Joseph Gandy (1771-1843).
Formé à Abbotsholme, Gandy suit deux années de mathématiques au King's College de Cambridge avant de faire son service militaire en 1940. Pendant la Seconde Guerre mondiale, il travaille sur l'équipement d'interception radio à Hanslope Park, où Alan Turing travaille sur son projet de cryptologie. Il devient alors l'un de ses amis et partenaires. En 1946, il complète la partie III des Tripos mathématiques, puis commence une thèse sous la direction de Turing. Il défend sa thèse, sur les systèmes axiomatiques en mathématiques et les théories en physique, en 1952. Il est membre de la société des Apôtres de Cambridge.
Gandy est ensuite enseignant-chercheur aux universités de Leicester, Leeds et Manchester. Gandy est professeur associé invité à Stanford de 1966 à 1967 et occupe un poste similaire à l'université de Californie à Los Angeles en 1968. En 1969, il déménage au Wolfson College d'Oxford, où il devient reader en logique mathématique. Un des bâtiments résidentiels du collège est maintenant nommé en son honneur.
Il est surtout connu pour son travail en théorie de la récurrence. Ses contributions incluent le théorème de Spector-Gandy, le théorème de Gandy de comparaison d'étape, et le théorème de sélection de Gandy. Il a également apporté une contribution significative à la compréhension de la thèse de Church-Turing. Sa généralisation de la machine de Turing, qui est parallèle, s'appelle la machine de Gandy.
Gandy est le légataire des documents scientifiques de Turing ainsi que le récipiendaire d'un certain nombre de lettres de la mère de Turing après la mort de son fils. Il a par ailleurs donné une conférence invité sur son maître et ami Alan Turing au symposium annuel sur la logique en informatique (LICS) en 1990 à Philadelphie en Pennsylvanie.
Gandy est mort à Oxford, en Angleterre.